# Дубинино (Солнечногорський район)
Дубініно (рос. Дубинино) — присілок у Солнечногорському районі Московської області Російської Федерації.

## Розташування
Дубініно входить до складу міського поселення Солнечногорськ, воно розташоване на південь від Солнечногорська, поруч із озером Сенеж. Найближчі населені пункти Редіно, селище санаторію Міністерства оборони, Скородумки, Хметьєво. Село лежить вздовж Ленінградського шосе.

## Населення
Станом на 2006 рік у присілку проживало 40 осіб.